# Quartinia orientalis
Quartinia orientalis är en stekelart som beskrevs av Gusenleitner 1973. Quartinia orientalis ingår i släktet Quartinia och familjen Masaridae. Inga underarter finns listade i Catalogue of Life.